# زیتا سلتسکی
زیتا سِلِتسکی (مجاری: Zita Szeleczky؛ ۲۰ آوریل ۱۹۱۵ – ۱۲ ژوئیه ۱۹۹۹) بازیگر اهل مجارستان بود.
از فیلم‌ها یا مجموعه‌های تلویزیونی که وی در آن‌ها نقش داشته‌است، می‌توان به شبی در ترانسیلوانی اشاره نمود.